# Cimetière militaire allemand de Villers-au-Flos
Le Cimetière Militaire Allemand de Villers-au-Flos  (Deutscher Soldatenfriedhof Villers-au-Flos) est un  cimetière militaire de la Première Guerre mondiale situé sur le territoire de la commune de Villers-au-Flos, Pas-de-Calais .

## Localisation
Ce cimetière est situé un peu à l'écart des habitations, au nord du village, rue du Moulin.

## Historique

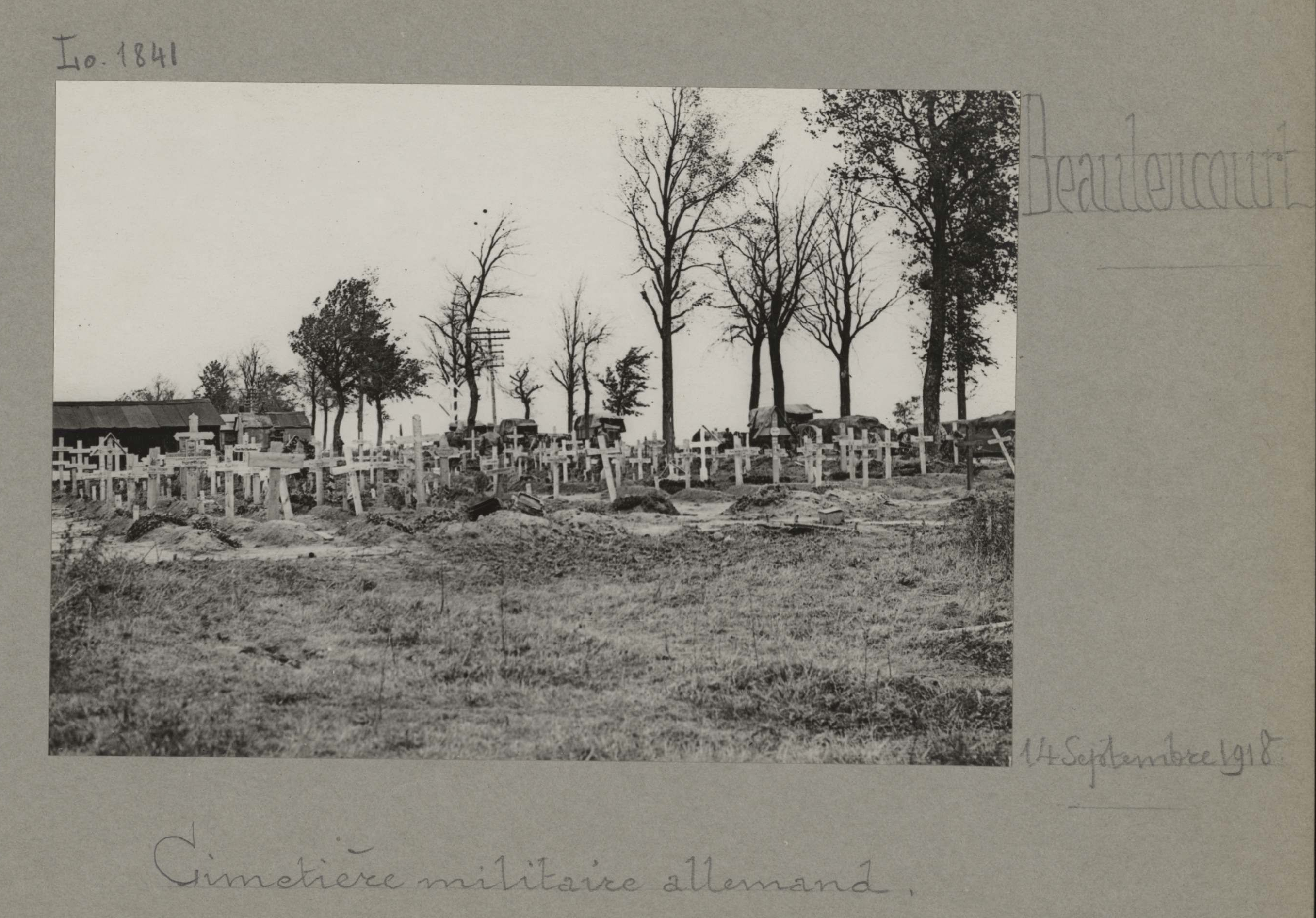
Cimetière provisoire allemand de Beaulencourt en septembre 1917 dont les corps ont été transportés dans les cimetières de Sapignies et Villers-au-Flos après l'armistice.

Occupé dès la fin août 1914 par les troupes allemandes, Villers-au-Flos est resté dans la zone des combats tout au long de la guerre jusqu'à sa libération définitive en septembre 1918 par les troupes britanniques. Ce cimetière militaire a été créé en octobre 1914 pour inhumer les corps de soldats allemands tombés lors des combats.

Après l'armistice, les autorités françaises y ont regroupé 800 corps qui avaient été inhumés provisoirement dans de nombreux endroits des environs, notamment à Bapaume. Un monument érigé dans le cimetière de Bapaume a été rapporté ici en 1933. Ce monument au 14e corps de réserve comporte l'inscription suivante : « Den in der Umgebung von Bapaume gefallenen Kameraden zollt seinen Dank durch dieses Denkmal das XIV. Reservekorps 1914 - 1918. » (Les camarades qui sont tombés dans les environs de Bapaume remercient ce monument du XIVe Corps de réserve 1914-1918).

Pendant l'entre-deux-guerres, sur la base d'un accord conclu en 1926 avec les autorités militaires françaises, de nombreux arbres ont été plantés. 

En 1978, le Volksbund Deutsche Kriegsgräberfürsorge  a procédé à la conception définitive du cimetière et au remplacement des anciennes croix de bois provisoires par des croix en métal comportant les noms et dates de ceux qui reposent ici.

## Caractéristique
Ce vaste cimetière est agrémenté de nombreux arbres. Il comporte les tombes de 2 449 soldats allemands.

## Galerie

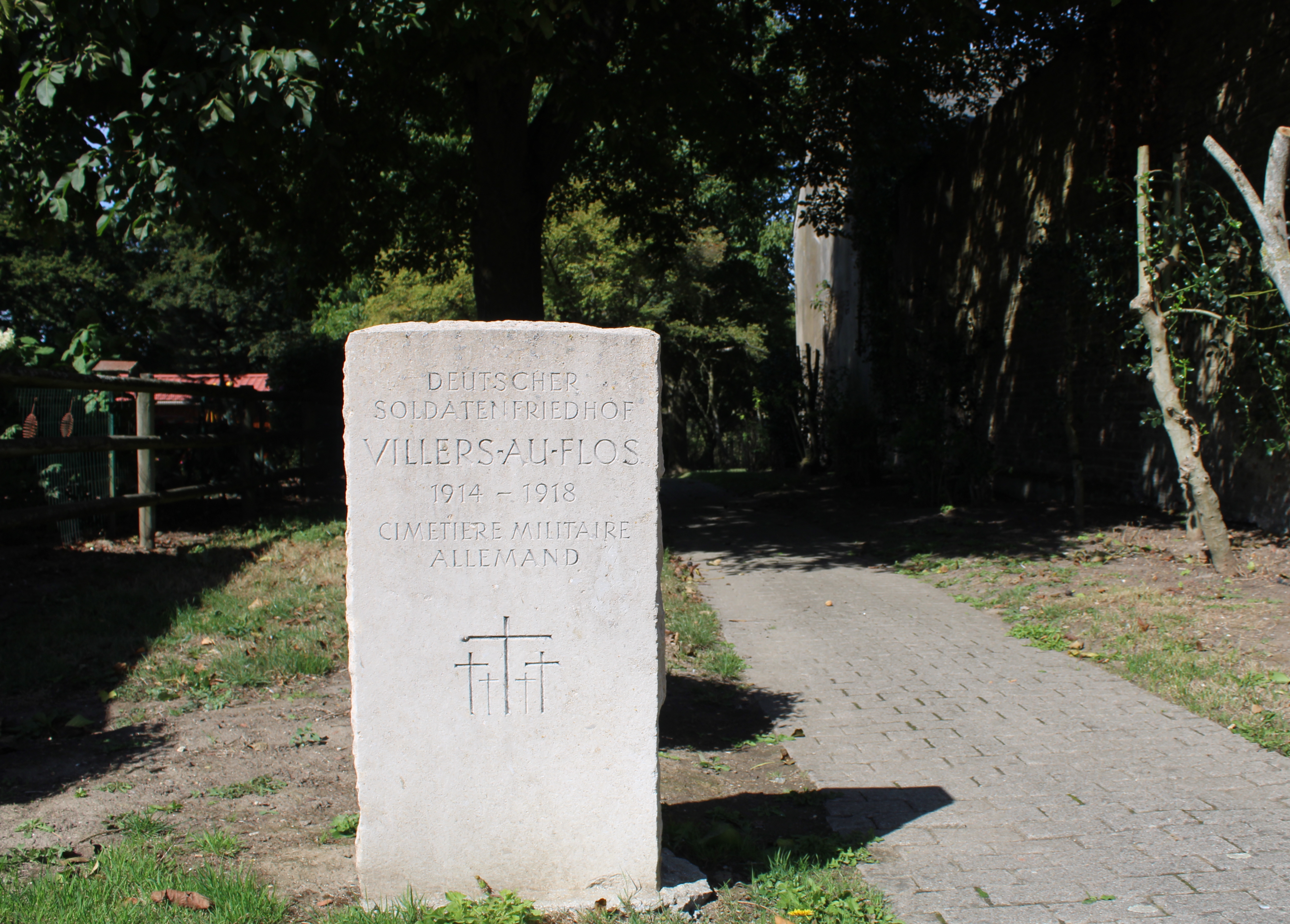
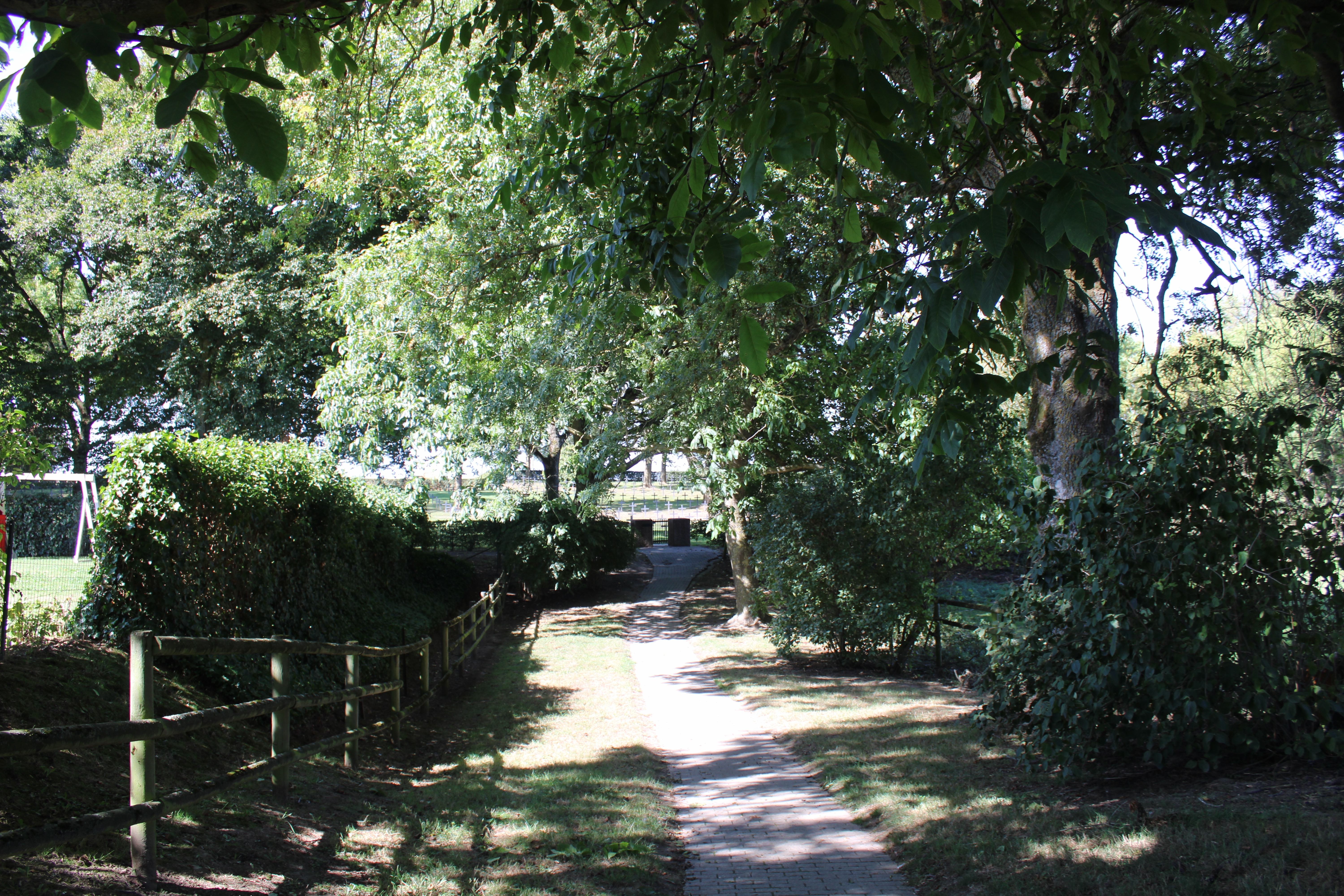
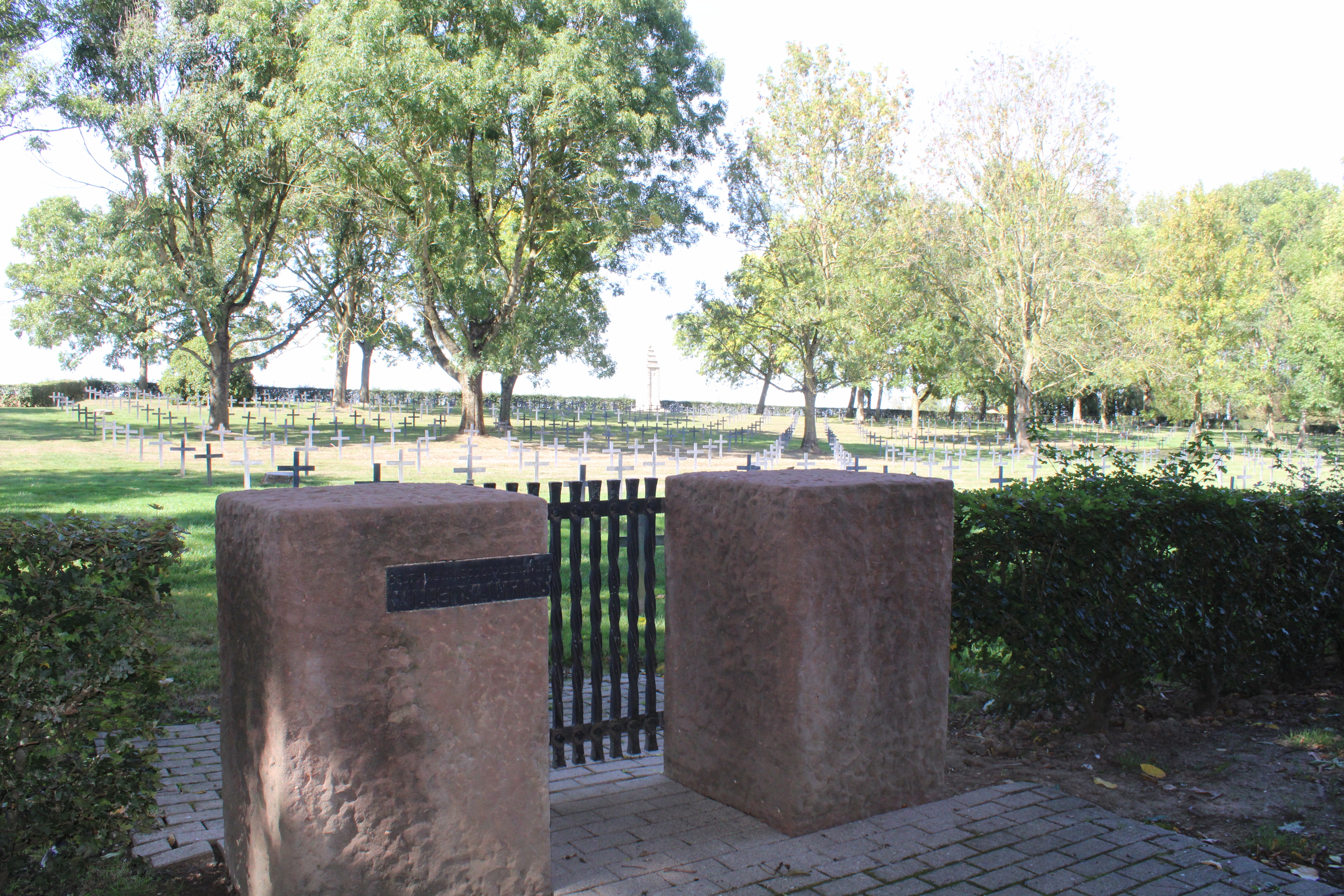
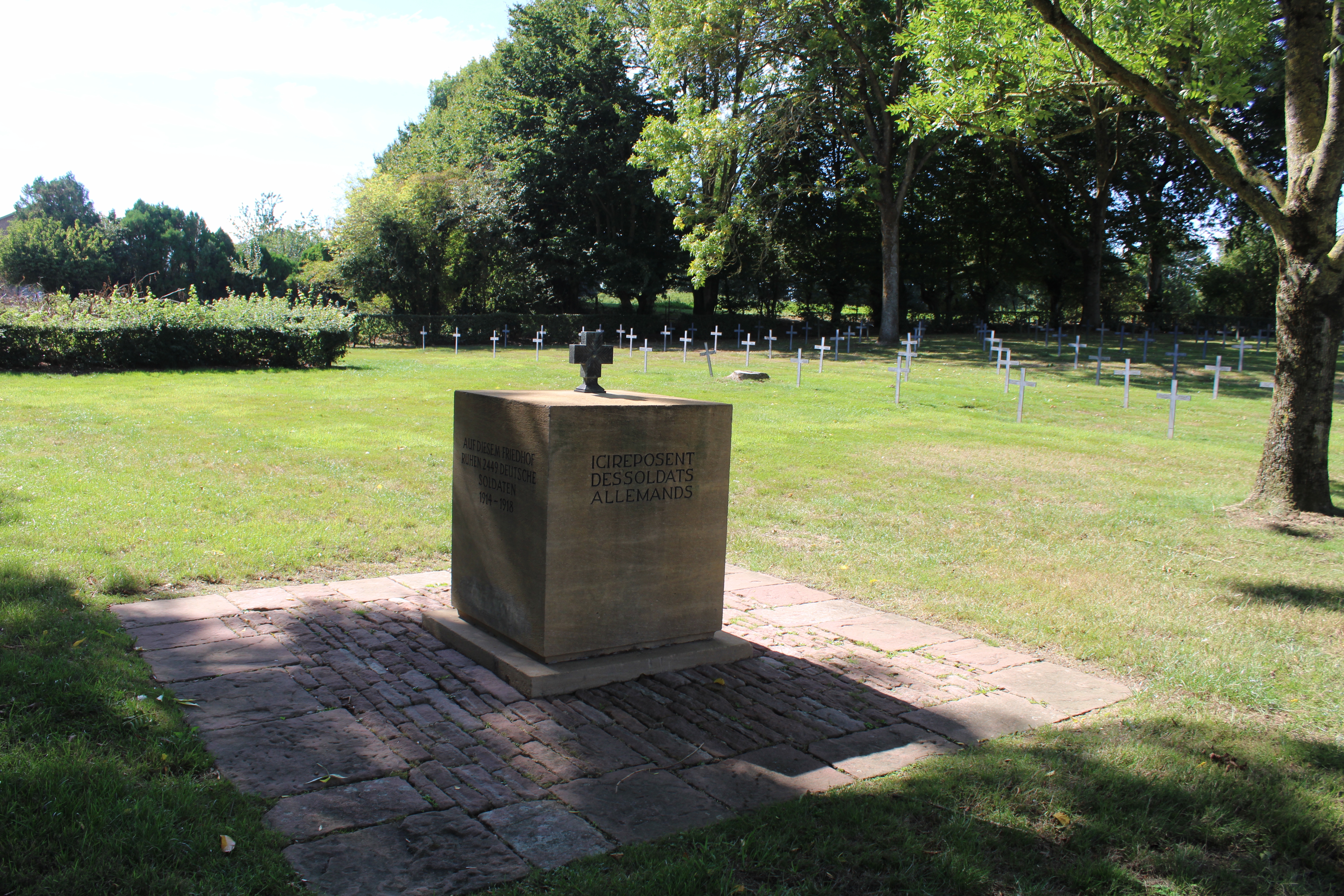
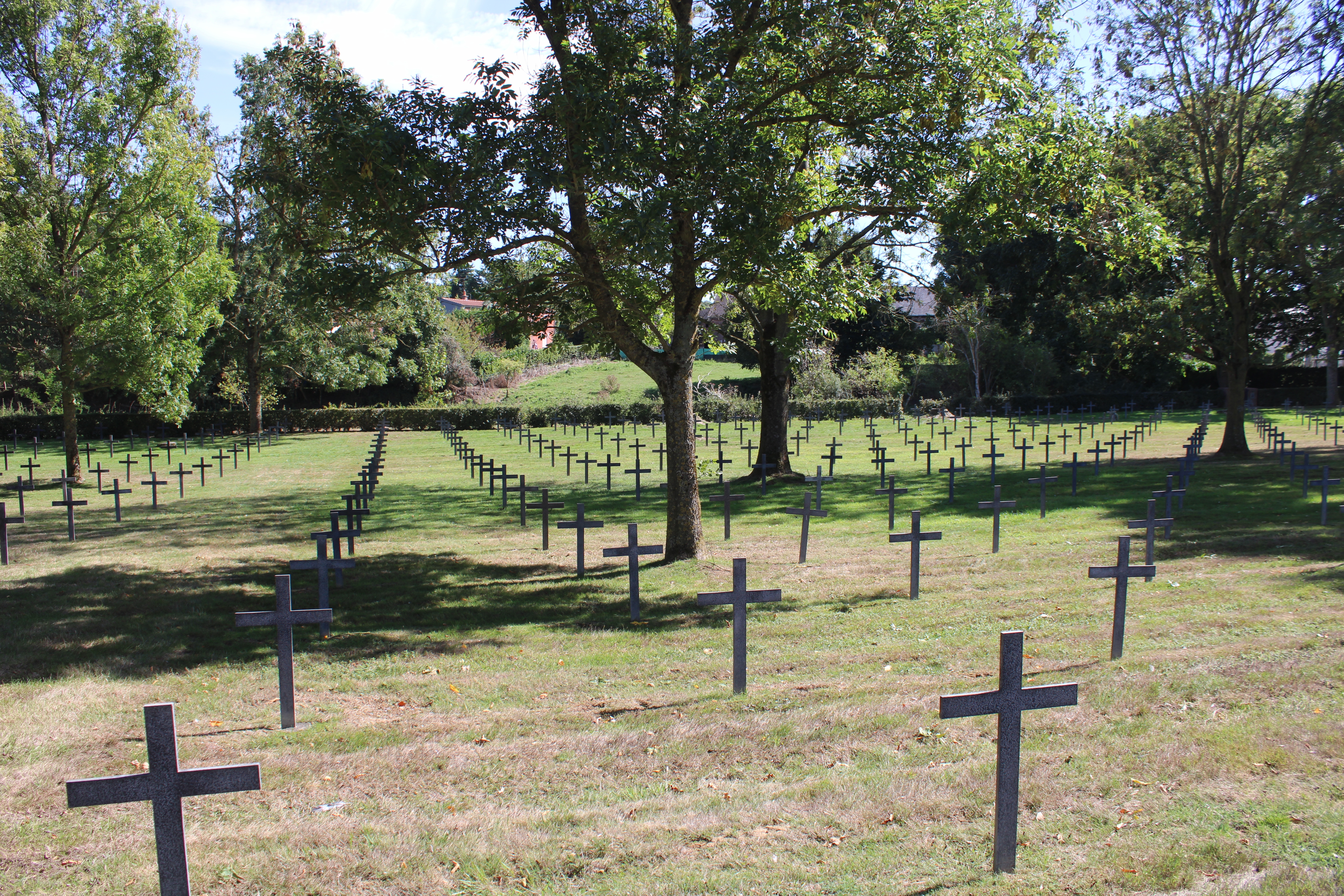
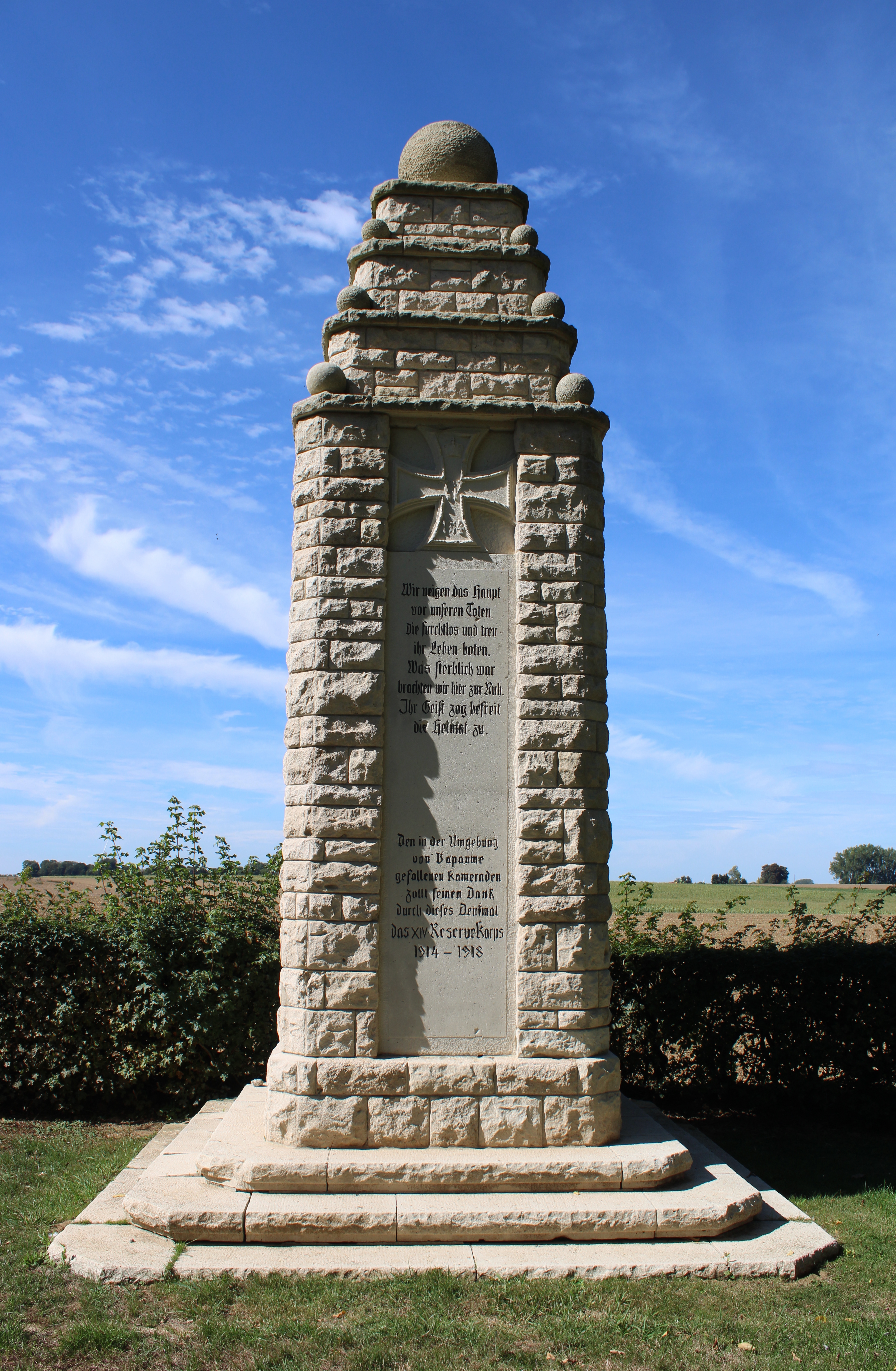
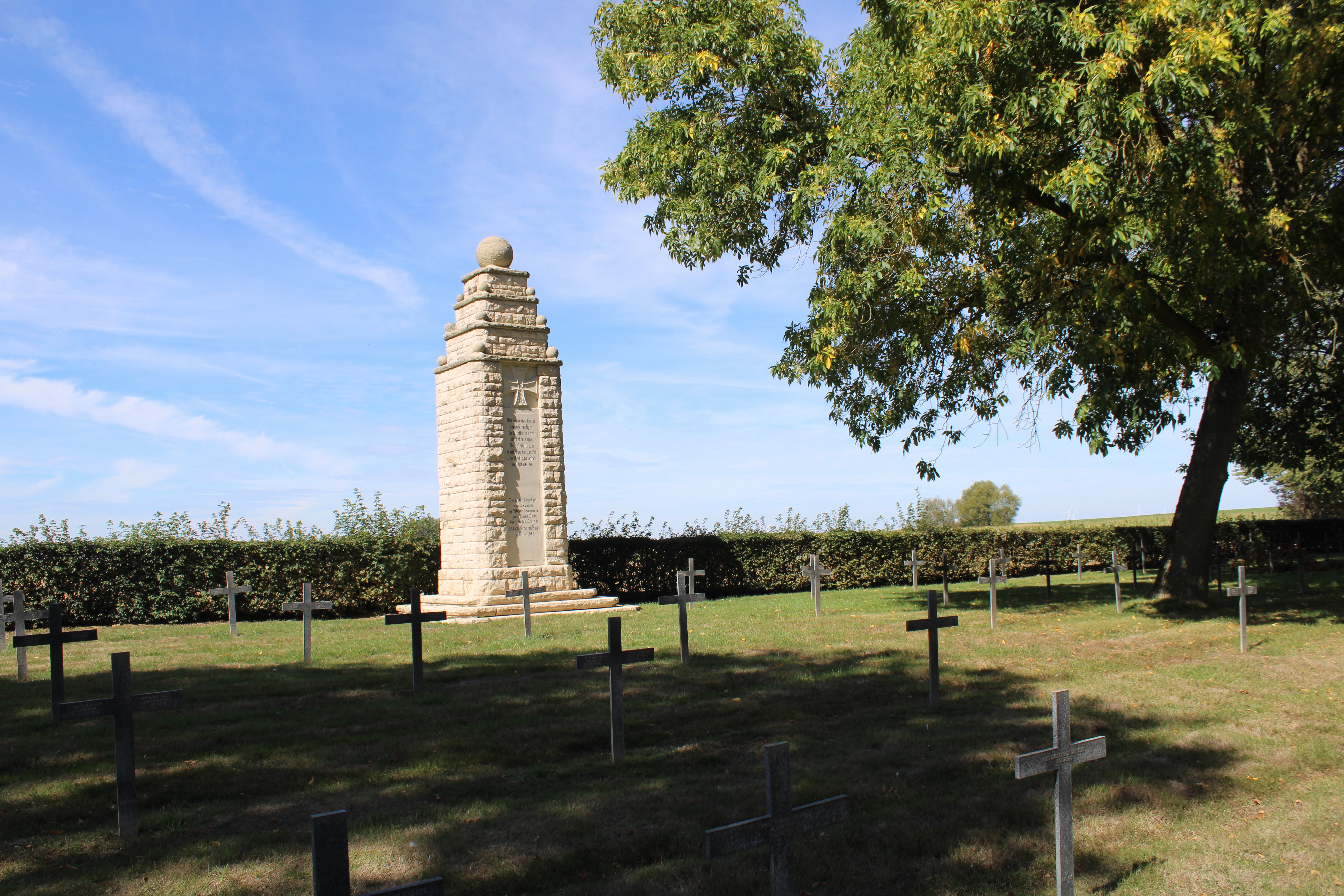

## Sépultures
| Pays      | Sépultures |
| --------- | ---------- |
| Allemagne | 2 449      |

## Pour approfondir